# DreamWorks Animation
DreamWorks Animation LLC (DWA, auch bekannt als DreamWorks Animation Studios oder einfach DreamWorks) ist ein US-amerikanisches Animationsstudio, das Animationsfilme und Fernsehprogramme produziert. Das Unternehmen ist eine Tochtergesellschaft von Universal Pictures, einer Abteilung von NBCUniversal, die ihrerseits eine Abteilung von Comcast ist. Das Studio hat insgesamt 46 Spielfilme veröffentlicht (Stand: Juni 2023), von denen 44 in die Kinos kamen. Zu ihrem Katalog gehören mehrere der umsatzstärksten Animationsfilme aller Zeiten, wobei Shrek 2 (2004) zum Zeitpunkt seiner Veröffentlichung der umsatzstärkste war. Der erste Film des Studios, Antz, kam am 2. Oktober 1998 in die Kinos. Zu den jüngsten Filmen zählen Ruby taucht ab (30. Juni 2023), Trolls – Gemeinsam stark (17. November 2023) und Kung Fu Panda 4 (8. März 2024).
Das Unternehmen wurde 1994 als Abteilung von DreamWorks Pictures mit Mitarbeitern der ehemaligen Animationsabteilung Amblimation von Amblin Entertainment gegründet und 2004 in ein eigenständiges Unternehmen ausgegliedert. NBCUniversal übernahm DreamWorks Animation im Jahr 2016 für 3,8 Milliarden US-Dollar. Das Studio produzierte ursprünglich einige traditionelle Animationsfilme sowie drei Stop-Motion-Koproduktionen mit Aardman Animations, setzt jetzt aber ausschließlich auf Computeranimation. Seine Produktionen, darunter Der Prinz von Ägypten, Wallace & Gromit – Auf der Jagd nach dem Riesenkaninchen, Shrek, Madagascar, Kung Fu Panda und Drachenzähmen leicht gemacht wurden mit zahlreichen Preisen ausgezeichnet, darunter drei Academy Awards, 41 Emmy Awards, zahlreiche Annie Awards und mehrere Nominierungen für den Golden Globe und den BAFTA-Award.
Die von DreamWorks Animation produzierten Filme wurden ursprünglich bis 2005 von DreamWorks Pictures vertrieben. Von 2006 bis 2012 wurden die Filme von Paramount Pictures vertrieben, von 2013 bis 2017 von 20th Century Fox (heute 20th Century Studios). Seit 2019 werden alle Filme von DreamWorks Animation von Universal Pictures vertrieben, die auch die meisten Rechte an ihrem Katalog besitzen.

## Geschichte

### DreamWorks SKG
Am 12. Oktober 1994 gründete ein Trio aus der Unterhaltungsbranche, der Filmregisseur und -produzent Steven Spielberg, der ehemalige Disney-Manager Jeffrey Katzenberg und der Musikmanager David Geffen, die DreamWorks SKG (die drei Buchstaben stehen für die Nachnamen der Gründer). Um die Talentbasis aufzubauen, holte Spielberg Künstler von seinem in London ansässigen Studio Amblimation, während Katzenberg einige der Top-Animationsmitarbeiter von Disney rekrutierte. Einige der Künstler von Amblimation kamen 1995 zu DreamWorks, als der letzte Zeichentrickfilm des Studios, Balto, fertiggestellt wurde, der Rest folgte nach der Schließung des Studios im Jahr 1997.
1995 unterzeichnete DreamWorks einen Koproduktionsvertrag mit Pacific Data Images, um die Tochtergesellschaft PDI zu gründen. Diese neue Einheit sollte computergenerierte Spielfilme produzieren, beginnend mit Antz im Jahr 1998. Im selben Jahr produzierte DreamWorks SKG den Film Der Prinz von Ägypten, der sowohl CGI-Technologie als auch traditionelle Animationstechniken verwendete.
1997 ging DreamWorks eine Partnerschaft mit dem britischen Stop-Motion-Animationsstudio Aardman Animations ein, um Chicken Run (2000), einen Stop-Motion-Film, der sich bereits in der Vorproduktion befand, mitzuproduzieren und zu vertreiben. Zwei Jahre später verlängerten sie den Vertrag um weitere vier Filme. Mit der Stop-Motion-Produktion von Aardman und den bestehenden traditionellen und Computerproduktionen deckten sie alle drei wichtigen Animationsstile ab. Im Rahmen dieser Partnerschaft beteiligte sich DreamWorks an der Produktion von Stop-Motion-Filmen in Bristol und Aardman an einigen CGI-Filmen, die in den Vereinigten Staaten hergestellt wurden.
Drei Jahre später gründete DreamWorks SKG die DreamWorks Animation, einen neuen Unternehmensbereich, der regelmäßig beide Arten von Animationsfilmen produzieren sollte. Im selben Jahr erwarb DreamWorks mit 90 % die Mehrheitsbeteiligung an Pacific Data Images und wandelte es in PDI/DreamWorks um, die nordkalifornische Niederlassung des neuen Geschäftsbereichs.
Im Jahr 2001 wurde Shrek veröffentlicht und gewann den ersten Academy Award für den besten animierten Spielfilm. Aufgrund des Erfolgs von CGI-Animationsfilmen beschloss DreamWorks Animation im selben Jahr, sich nach den nächsten beiden Filmen, Spirit – Der wilde Mustang (2002) und Sinbad – Der Herr der sieben Meere (2003), insgesamt fünf handgezeichnete Filme zu produzieren. Ab Shrek 2 (2004) wurden alle veröffentlichten Filme, mit Ausnahme des Stop-Motion-Films Wallace & Gromit – Auf der Jagd nach dem Riesenkaninchen (2005), der in Koproduktion mit Aardman entstand, mit CGI produziert. Die Veröffentlichungen von Shrek 2 und Große Haie – Kleine Fische machten DreamWorks Animation auch zum ersten Animationsstudio, das zwei CGI-Animationsfilme in einem einzigen Jahr produzierte.

### Börsennotierte Gesellschaft (2004–2016)
Die Animationsabteilung wurde am 27. Oktober 2004 in ein börsennotiertes Unternehmen namens DreamWorks Animation SKG, Inc. (firmierend als DreamWorks Animation LLC) ausgegliedert und an der New York Stock Exchange gehandelt. Katzenberg leitete die neue Abteilung, während Spielberg und Geffen als Investoren und Berater an Bord blieben. DreamWorks Animation übernahm auch die Anteile an PDI/DreamWorks. Mit der ehemaligen Muttergesellschaft wurde eine Vereinbarung über den Vertrieb aller ihrer Filme getroffen, bis sie zwölf neue Filme lieferten oder bis zum 12. Dezember 2010, je nachdem, was zuletzt eintrifft.
Am 31. Januar 2006 schloss DreamWorks Animation eine Vertriebsvereinbarung mit Paramount Pictures ab, das kürzlich die frühere Muttergesellschaft und den Vertriebspartner von DreamWorks Animation, die DreamWorks SKG, übernommen hatte. Die Vereinbarung gewährte Paramount die weltweiten Vertriebsrechte für alle Zeichentrickfilme, einschließlich aller zuvor veröffentlichten Zeichentrickfilme, bis zur Auslieferung von 13 neuen Zeichentrickfilmen oder bis zum 31. Dezember 2012, je nachdem, was zuletzt eintritt. Wallace & Gromit – Auf der Jagd nach dem Riesenkaninchen war der letzte Film, der von der ehemaligen Vertriebsgesellschaft vertrieben wurde, und Ab durch die Hecke war der erste Film, der im Mai 2006 von Paramount vertrieben wurde.
Die Partnerschaft zwischen DreamWorks Animation und Aardman endete nach der Veröffentlichung von Flutsch und weg im November 2006, nachdem drei von fünf Filmen ausgeliefert worden waren. Die Ankündigung erfolgte noch vor der Veröffentlichung des Films am 3. Oktober unter Berufung auf „kreative Differenzen“. DreamWorks Animation behielt die Rechte an allen mit Aardman koproduzierten Filmen, mit Ausnahme von Wallace & Gromit – Auf der Jagd nach dem Riesenkaninchen (2005), für den sie nur die weltweiten Vertriebsrechte behielten.
Am 13. März 2007 kündigte DreamWorks Animation an, alle seine Filme, beginnend mit Monsters vs. Aliens (2009), in stereoskopischem 3D zu veröffentlichen. Gemeinsam mit Intel hat das Unternehmen eine neue 3D-Filmtechnologie, InTru3D, entwickelt.

Drucklogo ohne Maskottchen, verwendet von 2007 bis 2018

2008 dehnte DreamWorks Animation seine Produktionspipeline nach Bangalore, Indien, aus und gründete dort eine spezielle Abteilung innerhalb von Technicolor, die DreamWorks Dedicated Unit. Die Einheit gehört Technicolor, aber DreamWorks stellt die Animatoren ein und bildet sie aus, die dann an DreamWorks-Projekten mitarbeiten. Die DDU arbeitete zunächst nur an TV-Specials wie Fröhliches Madagascar (2009) und Er-Shrek dich nicht! (2010) sowie an DVD-Projekten und begann schließlich, auch zu DreamWorks’ Spielfilmen beizutragen, angefangen mit der Animation eines Teils von Der gestiefelte Kater (2011).
Seit 2009 wird das Studio als einziges Unterhaltungsunternehmen regelmäßig in der Liste der 100 Best Companies to Work For der Fortune aufgeführt.
Ab 2010 hatte das Studio geplant, alle zwei Jahre fünf Spielfilme zu veröffentlichen, aber im darauffolgenden Jahr revidierte das Studio seine Pläne, „aber nach 2012 sagte Katzenberg, dass das Studio von Jahr zu Jahr spielen wird, auch wenn dies bedeutet, dass es seine Ankündigung aufgibt, dass DreamWorks Animation versuchen würde, jedes zweite Jahr drei Filme in einem einzigen Jahr zu veröffentlichen.“ Im Jahr 2010 wurde DreamWorks Animation das erste Animationsstudio, das drei abendfüllende CG-animierte Filme in einem Jahr herausbrachte. Im selben Jahr kaufte das Unternehmen die Filmrechte an der Zaubertroll-Franchise.

### Diversifizierung und Expansion (2012–2015)
Im Juli 2012 erhielt DreamWorks Animation den Zuschlag für ein 155 Millionen Dollar schweres Übernahmeangebot für Classic Media, das inzwischen in DreamWorks Classics umbenannt wurde. Im August 2012 gründete DreamWorks Animation ein Joint Venture mit chinesischen Investmentgesellschaften, um ein in Shanghai ansässiges Unterhaltungsunternehmen namens Oriental DreamWorks zu gründen, das chinesische Originalfilme und deren Derivate entwickeln und produzieren soll.
Einem Bericht der Los Angeles Times zufolge befand sich DreamWorks Animation in Gesprächen mit Sony Pictures Entertainment, um seine kommenden Filme zu vertreiben, wie z. B. die 2013 erscheinenden Filme Die Croods und Turbo. In dem Bericht wurde auch die Möglichkeit erwähnt, dass Sony den Vertrieb in den USA und Twentieth Century-Fox Film Corporation den internationalen Vertrieb übernehmen würde. Eine Erneuerung des Vertrags mit Paramount war ebenfalls offen, allerdings nur zu günstigeren Bedingungen für Paramount (sie boten sogar eine Verlängerung des Vertrags um ein Jahr an, aber Katzenberg wollte einen günstigeren Vertrag). Etwa zur gleichen Zeit nahm DreamWorks Animation auch Gespräche mit Warner Bros. über einen möglichen Vertriebsvertrag auf, wurde aber von dem Studio abgelehnt.
Im August 2012 unterzeichnete DreamWorks Animation einen Fünf-Jahres-Vertriebsvertrag mit 20th Century Fox für alle Veröffentlichungen, der jedoch nicht die Vertriebsrechte an bereits veröffentlichten Filmen beinhaltete, die DreamWorks Animation später im Jahr 2014 von Paramount erwarb. Die Hüter des Lichts (2012) war der letzte Film von DreamWorks Animation, der von Paramount vertrieben wurde, und Die Croods war der erste Film von DreamWorks Animation, der von 20th Century Fox vertrieben wurde.
Am 11. April 2013 gab DreamWorks Animation bekannt, dass es das geistige Eigentum an der Zaubertroll-Franchise von der Familie Dam und Dam Things erworben hat. DreamWorks Animation, das „große Pläne für das Franchise“ hat, wurde zum exklusiven weltweiten Lizenzgeber der Merchandising-Rechte, mit Ausnahme von Skandinavien, wo Dam Things der Lizenzgeber bleibt. Am 1. Mai gaben Katzenberg und DreamWorks Animation ihre Absicht bekannt, den YouTube-Kanal AwesomenessTV zu kaufen, was später im Monat abgeschlossen wurde.
Im darauffolgenden Monat kündigte DreamWorks Animation einen mehrjährigen Vertrag über die Bereitstellung von 300 Stunden exklusiver Originalinhalte für den Video-on-Demand-Internet-Streaming-Anbieter Netflix an, der zum Teil darauf abzielte, DreamWorks Animation ein verlässlicheres Einkommen zu verschaffen, um das finanzielle Risiko auszugleichen, das mit der ausschließlichen Abhängigkeit vom Kinofilmmarkt verbunden war. Am nächsten Tag wurde eine fünfjährige Lizenzvereinbarung mit Super RTL abgeschlossen, die im September dieses Jahres für die Classic Media-Bibliothek und die Netflix-Filme in Kraft treten sollte. Nachdem die Netflix- und Super RTL-Vereinbarungen für das Fernsehen unter Dach und Fach waren, gab DreamWorks Animation Ende Juli die Einstellung von Führungskräften für seine neue Fernsehgruppe DreamWorks Animation Television bekannt. Die ehemalige Führungskraft bei Nickelodeon, Margie Cohn, wurde zum Head of Television der Gruppe ernannt. Im September desselben Jahres gab DreamWorks bekannt, dass es die TV-Bibliothek des in London ansässigen Unternehmens Chapman Entertainment erworben hat, wobei die Programme über den britischen TV-Vertrieb von DreamWorks Animation gehen sollen.
Im Februar 2014 kündigte DreamWorks die Gründung einer neuen Verlagsabteilung namens DreamWorks Press an, die Bücher in gedruckter und digitaler Form veröffentlichen soll. Im Juni erwarb DreamWorks Animation die Rechte an Felix the Cat von Felix the Cat Productions, einem Unternehmen im Besitz von Don Oriolo. Im selben Monat startete der Kanal DreamWorksTV auf YouTube, der von AwesomenessTV betrieben wird. DreamWorks Animation kaufte dann im Juli die Vertriebsrechte von Paramount für die Bibliothek aus der Zeit vor 2013, und seitdem vertreibt der damalige Vertriebspartner von DreamWorks Animation, 20th Century Fox, die Bibliothek in ihrem Namen bis 2018, in dem die Muttergesellschaft von DreamWorks Animation, Universal Pictures, diese Aufgaben übernommen hat.
Ende 2014 wurde zweimal über eine Übernahme des Studios berichtet. Zunächst wurde im September berichtet, dass der japanische Mischkonzern SoftBank Gespräche über die Übernahme von DreamWorks Animation zu einem Preis von 3,4 Milliarden US-Dollar führte, aber am nächsten Tag wurde berichtet, dass SoftBank sein Angebot zurückgezogen hatte. Am 12. November wurde dann berichtet, dass Hasbro Gespräche über die Übernahme von DreamWorks Animation im November führte. Der Vorschlag sieht angeblich vor, dass das kombinierte Unternehmen den Namen DreamWorks-Hasbro annimmt und dass Jeffrey Katzenberg dessen Vorsitzender wird, aber aus politischen Gründen äußern sich weder Hasbro noch DreamWorks Animation öffentlich zu Fusionen und Übernahmen. Zwei Tage später wurde berichtet, dass die Gespräche gescheitert sind.
DreamWorks Animation kündigte am 9. Dezember 2014 seinen Einstieg in das Fernsehgeschäft an, indem es einen eigenen Sender namens DreamWorks Channel gründete. Unter der Leitung von HBO Asia, das für den Vertrieb, das Marketing und die technischen Dienstleistungen zuständig ist, startete der Sender in der zweiten Jahreshälfte 2015 in mehreren asiatischen Ländern (mit Ausnahme von China und Japan). Der Sender wurde am 1. August 2015 erstmals in englischer Sprache ausgestrahlt, und im September 2015 startete ein Kanal in thailändischer Synchronisation. Ebenfalls im Dezember verkaufte DreamWorks Animation einen Anteil von 25 % an AwesomenessTV für 81,25 Millionen Dollar an die Hearst Corporation.
Am 5. Januar 2015 gab DreamWorks Animation bekannt, dass Bonnie Arnold, Produzentin der Serie Drachenzähmen leicht gemacht, und Mireille Soria, Produzentin der Madagascar-Serie, zu Co-Präsidenten der Animationsabteilung des Studios ernannt wurden. Gleichzeitig wurde bekannt gegeben, dass Bill Damaschke von seiner Position als Chief Creative Officer zurücktreten wird. Bisher haben Arnold und Soria unter ihrer Leitung Jason Reitman und Edgar Wright unter Vertrag genommen, um an ihren eigenen Animationsdebüts zu arbeiten. Zwei Wochen später wurde PDI/DreamWorks im Rahmen einer größeren Umstrukturierung der Muttergesellschaft aufgrund des schlechten Einspielergebnisses von Die Pinguine aus Madagascar (2014) komplett geschlossen und 500 Arbeitsplätze gestrichen.

### Übernahme von Universal Pictures (seit 2016)
Am 28. April 2016 gab Comcast offiziell bekannt, dass seine Sparte NBCUniversal beabsichtigt, DreamWorks Animation für 3,8 Milliarden US-Dollar zu erwerben, was einem Wert von 41 US-Dollar pro Aktie entspricht. Jeffrey Katzenberg sollte als Leiter von DreamWorks New Media am Unternehmen beteiligt bleiben, aber die Kontrolle über das Studio an den CEO von Illumination Entertainment, Chris Meledandri, abtreten, der beide beaufsichtigen würde. Der Verkauf wurde von den Vorstandsmitgliedern genehmigt, bedarf aber noch der Zustimmung der Aufsichtsbehörden.
Auf dem TMT-Symposium von Guggenheim Partners erörterte der CEO von NBCUniversal, Steve Burke, wie sich der Kauf von DreamWorks Animation in seine Geschäftsstrategien einfügen würde. Burke erklärte, dass Meledandri vorhabe, „viele der bestehenden DreamWorks-Franchises zu übernehmen und einen Mehrwert zu schaffen, während wir neue Franchises kreieren“, und dass das Hauptziel darin bestehe, „die niedrigen einstelligen Renditen des Filmgeschäfts zu nehmen und es in eine andere Art von Geschäft umzuwandeln“, indem neues geistiges Eigentum geschaffen werde, das vermarktet und in Freizeitparkattraktionen umgesetzt werden könne. Burke bekräftigte sein Engagement für Animationsfilme und erklärte, dass Universal in der Lage sein werde, bis zu vier Animationsfilme pro Jahr zu veröffentlichen, die zwischen DreamWorks und Illumination aufgeteilt werden. Burke wies auch darauf hin, dass der Kauf für die wachsende Präsenz von Universal Pictures in China (wo das Unternehmen einen neuen Universal Studios Park in Peking baut) von Vorteil sein würde.
Der letzte Film von DreamWorks Animation, der von 20th Century-Fox vertrieben wurde, war Captain Underpants – Der supertolle erste Film (2017). Ihr erster Film im Verleih von Universal Pictures war Drachenzähmen leicht gemacht 3: Die geheime Welt (2019). Darauf folgten Everest – Ein Yeti will hoch hinaus (2019), Trolls World Tour (2020), Die Croods – Alles auf Anfang (2020), Spirit – frei und ungezähmt (2021), Boss Baby – Schluss mit Kindergarten (2021), Die Gangster Gang (2022), Der gestiefelte Kater: Der letzte Wunsch (2022) und Ruby taucht ab (2023).
Am 21. Juni 2016 wurde die Übernahme vom US-Justizministerium genehmigt, der Kauf wurde am 22. August 2016 abgeschlossen, und das Unternehmen ist nun als Tochtergesellschaft von Universal Pictures tätig. Obwohl ein Sprecher erklärte, dass Meledandri mit Universal Pictures zusammenarbeiten würde, um „den effektivsten Weg für Illumination und DreamWorks Animation“ zu bestimmen, übernahm er DreamWorks nicht, wie zuvor angekündigt, und die beiden Studios blieben getrennt. Arnold und Soria behielten ihre Positionen als Co-Präsidenten der DreamWorks-Abteilung für Spielfilmanimation, während Margie Cohn eine Abteilung für Fernsehanimation für die gesamte Universal Pictures-Gruppe leiten wird. Die Abteilungen für Digitaltechnik, Marketing, Verbraucherprodukte und Spiele von DreamWorks gingen in NBCUniversal auf.
Soria trat am 21. Dezember 2016 als Co-Präsidentin der DreamWorks-Abteilung Feature Animation zurück. Im Januar 2017 trat Christopher DeFaria die neu geschaffene Position des Präsidenten der DreamWorks Feature Animation Group. Als Präsident beaufsichtigte DeFaria alle Aspekte des Spielfilm-Animationsgeschäfts von DreamWorks Animation, einschließlich Slate-Strategie, Entwicklung, Produktion, Innovation und Technologie sowie Geschäftsangelegenheiten.
Am 1. August 2017 wurde bekannt gegeben, dass DreamWorks Animation und Blumhouse Productions an Blumhouse’ erstem Animationsfilm Spooky Jack arbeiten würden. Der Film sollte ursprünglich am 17. September 2021 in die Kinos kommen, wurde aber aus dem Kinoprogramm gestrichen, da Die Gangster Gang den Starttermin übernahm.
DreamWorks Animation bestätigte Ende 2017 den Start eines Kurzfilmprogramms namens DreamWorks Shorts, in dem originale animierte Kurzfilme vor ihren Spielfilmen gezeigt werden, ähnlich wie es Pixar und Walt Disney Animation Studios für ihre Spielfilme tun. Der erste Kurzfilm, der im Rahmen des Programms produziert wurde, war Bird Karma, der im Frühjahr 2018 Premiere feierte.
Am 2. Februar 2018 kaufte CMC Capital Partners die Anteile von DreamWorks, der Shanghai Media Group und Shanghai Alliance Investment an Oriental DreamWorks auf und übernahm damit das Studio vollständig. Oriental DreamWorks wurde später in Pearl Studio umbenannt. Pearl Studio arbeitete mit DreamWorks zusammen, um Everest – Ein Yeti will hoch hinaus zu produzieren, wobei die ursprüngliche Regisseurin des Films, Jill Culton, zurückkehrte.
DreamWorks Animation gab am 27. Februar 2018 bekannt, dass Kelly Betz zum Chief Financial Officer befördert wurde. Am 2. Mai 2018 kündigte Hulu seinen ersten Lizenzvertrag mit DreamWorks Animation an und wird damit zum exklusiven Streaming-Partner ihrer zukünftigen Filme sowie für Filme aus der Bibliothek. Bis dahin, seit 2013, hatte DreamWorks Animation exklusiv über Netflix gestreamt.
Am 25. Juli 2018 gab Viacom Media Networks bekannt, dass es sich in Gesprächen zur Übernahme von AwesomenessTV befand, und zwar für einen Bruchteil der Bewertung des Unternehmens von 650 Millionen US-Dollar im Jahr 2016. Zwei Tage später, am 27. Juli 2018, übernahm Viacom offiziell AwesomenessTV für 25–50 Millionen US-Dollar und integrierte das Unternehmen in Viacom Digital Studios. Jordan Levin verließ seine Position als CEO nach der Übernahme. Der Deal umfasst jedoch nicht den DreamWorksTV YouTube-Kanal, der weiterhin bei NBCUniversal verbleibt, wo er in die NBCU Digital Enterprises Group integriert wurde, eine neue Abteilung für digitale Unterhaltung unter der Leitung von Präsidentin Maggie Suniewick. Am 30. Juli 2018 berichtete Variety, dass der Deal mindestens 50 Millionen US-Dollar wert war.
Wie im November 2018 bekannt wurde, wolle Meledandri Universal und DreamWorks bei der Wiederbelebung der Shrek-Franchise unterstützen. Meledandri beabsichtigte jedoch, die ursprünglichen Synchronsprecher beizubehalten, da er darauf hinwies, dass sie vielleicht die denkwürdigsten Teile der Serie waren. Der erste Film dieser Zusammenarbeit, Der gestiefelte Kater: Der letzte Wunsch, bei dem Meledandri als Executive Producer fungierte, wurde im Dezember 2022 mit Anerkennung und kommerziellem Erfolg veröffentlicht.
Am 9. Januar 2019 trat DeFaria von seiner Position als Präsident des Unternehmens zurück, und die Leiterin von DreamWorks Animation Television, Margie Cohn, wurde zur Leiterin aller Film- und Fernsehaktivitäten befördert. Der ehemalige Chef von Sony Pictures Imageworks, Randy Lake, wurde im Mai desselben Jahres als neuer Chief Operating Officer von DreamWorks Animation eingestellt.
DreamWorks kündigte am 5. August 2022 Pläne an, ihre Rendering-Software MoonRay Ende 2022 als Open-Source-Software zu veröffentlichen.

## Logogeschichte
DreamWorks Animation ist für sein Logo bekannt, das einen Jungen beim Angeln auf dem Mond zeigt. Das Logo stammt ursprünglich von DreamWorks Pictures und wurde 1997 eingeführt. Später wurde es als Standardlogo für DreamWorks Animation von Antz (1998) bis Sinbad – Der Herr der sieben Meere (2003) verwendet.
Im Jahr 2004 stellte DreamWorks sein eigenes Logo vor, in dem der Junge mit Ballons zum Mond fliegt. Ursprünglich stammte die Logomusik aus dem Stück Fairytale für den Film Shrek (2001) und wurde von Harry Gregson-Williams komponiert, einem der Co-Komponisten von Shrek und folgend der Komponist der gesamten Shrek-Reihe sowie anderer DreamWorks-Filme. Das Logo wurde von Shrek 2 (2004) bis Monsters vs. Aliens (2009) verwendet.
DreamWorks stellte im Jahr 2010 ein neues Logo vor, diesmal mit dem Jungen, der auf dem Mond im Weltraum angelt. Eine aktualisierte Version der Fanfare begleitete dieses Logo, es wurde von Drachenzähmen leicht gemacht (2010) bis Captain Underpants – Der supertolle erste Film (2017) verwendet.
Zwei Jahre nach der Übernahme durch Universal Pictures im Jahr 2016 wurde ein neues DreamWorks Animation Logo eingeführt. Es soll eine Hommage an die Entwicklung des Animationsfilms sein und erhielt eine neue Fanfare, die von John Powell komponiert wurde, dem anderen Komponisten des ersten Shrek- und anderer DreamWorks-Filme, der einige Stücke aus Shrek 2 und Töne aus John Williams’ DreamWorks Pictures-Fanfare adaptierte, um die Musik für das Logo zu schaffen. Das Logo wurde erstmals im ersten Trailer von Drachenzähmen leicht gemacht 3: Die geheime Welt (2019) im Jahr 2018 verwendet, aber die vollständige animierte Version und die neue Fanfare debütierten am 22. Februar 2019 mit der Veröffentlichung des Films, für den Powell auch die Musik komponierte.
Am 25. November 2022 wurde ein neues Logo angekündigt. Der Junge auf dem Mond wurde in Moon Child umbenannt, um einen Bezug zum Publikum herzustellen. Das Logo zeigt das Mondkind, das auf der Mondsichel fliegt und mit verschiedenen DreamWorks-Figuren interagiert, bevor es sich auf dem Mond niederlässt. Es zeigt Figuren aus Die Gangster Gang, Drachenzähmen leicht gemacht, Kung Fu Panda, The Boss Baby, Trolls und Shrek sowie eine neu arrangierte Filmmusik von Harry Gregson-Williams, der nach der Fanfare für das Logo 2010 endlich wieder zurückkehrte, mit Elementen der vorherigen Fanfare von John Powell. Das Logo wurde von Produktionsdesigner Kendal Cronkhite (die Trolls-Filme), Suzanne Buirgy (Home – Ein smektakulärer Trip und Everest – Ein Yeti will hoch hinaus) und einem Team von 10 bis 40 Personen in achtmonatiger Arbeit erstellt. Die Charaktere, die im Logo auftauchen, haben ebenfalls unterschiedliche Designs, um besser in die Kontinuität zu passen, und es wird erwartet, dass das Aussehen der Charaktere mit jedem Film bis 2023 variiert. Es debütierte am 22. November 2022 als nicht gelistetes Video auf dem YouTube-Kanal von DreamWorks und feierte sein Leinwanddebüt in Der gestiefelte Kater: Der letzte Wunsch.

## Animationsverfahren
Viele der Filme von DreamWorks Animation werden intern auf dem Glendale Campus animiert, aber einige ihrer Filme wurden bis zu ihrer Schließung im Jahr 2015 von Pacific Data Images, einer Tochtergesellschaft von DreamWorks, umgesetzt, ähnlich wie bei Illumination Entertainment, wo die meisten Filme von Illumination Mac Guff animiert wurden. Zu den Filmen gehören Shrek und seine beiden Fortsetzungen, die Madagascar-Filmreihe und Megamind. Der gestiefelte Kater und Die Pinguine aus Madagascar wurden teilweise auf dem Campus in Bangalore animiert.
Darüber hinaus lagert DreamWorks seine Animationsproduktion gelegentlich an andere Studios aus. Zum Beispiel wurde Captain Underpants – Der supertolle erste Film von Mikros Image zusammen mit Technicolor Animation Productions und Spirit Untamed animiert. Die Produktionsmittel für Boss Baby – Schluss mit Kindergarten und Die Gangster Gang wurden von Jellyfish Pictures bereitgestellt, die auch die maßgeschneiderten Marketing-Animationen für Trolls World Tour zusammen mit Minimo VFX durchführten, die das Rigging für Spirit Untamed übernahmen.
Die meisten DreamWorks-Filme kosten in der Regel zwischen 125 und 165 Millionen Dollar, wobei Monsters vs. Aliens mit einem Budget von 175 Millionen Dollar der bisher teuerste Film des Studios ist. Nach der Veröffentlichung von Drachenzähmen leicht gemacht 3: Die geheime Welt begann DreamWorks Animation, ähnlich wie das Schwesterstudio Illumination Entertainment, deutlich niedrigere Kosten im Bereich von 65 bis 100 Millionen Dollar anzusetzen.

## Erfolge
Der Debütfilm Der Prinz von Ägypten ist mit einem Einspielergebnis von mehr als 218 Millionen Dollar der erfolgreichste Zeichentrickfilm außerhalb von Disney.
Das Studio hat seit Antz 26 abendfüllende Computeranimations-Spielfilme veröffentlicht und weltweit 13,38 Mrd. US$ an den Kinokassen eingenommen, 5 Mrd. davon allein in den USA. Den größten Erfolg dort feierten sie mit den vier Shrek-Filmen die zusammen 1,27 Mrd. US$ einnahmen, am meisten davon Shrek 2 (441 Mio.).
In Deutschland haben alle DreamWorks-Filme insgesamt über 417 Mio. US$ eingenommen, was etwa 316 Mio. € entspricht. Hier waren die drei Madagascar-Filme die erfolgreichsten, die zusammen knapp 127,9 Mio. US$ einnahmen. Dies entspricht umgerechnet etwa 97,5 Mio. €.
Bislang wurden die Filme unter anderem 6-mal für den Golden Globe und 10-mal für die Oscars nominiert, wobei lediglich der erste Shrek einen dieser Preise gewann, nämlich den Oscar für den besten Animationsfilm des Jahres 2002.

## Filmografie

### Zeichentrickfilme
- 1998: Der Prinz von Ägypten (The Prince of Egypt)
- 2000: Joseph – König der Träume (Joseph: King of Dreams)
- 2000: Der Weg nach El Dorado (The Road to El Dorado)
- 2002: Spirit – Der wilde Mustang (Spirit: Stallion of the Cimarron)
- 2003: Sinbad – Der Herr der sieben Meere (Sinbad: Legend of the Seven Seas)

### Computeranimierte Filme
- 1998: Antz
- 2000: Chicken Run – Hennen rennen (Chicken Run)
- 2001: Shrek – Der tollkühne Held (Shrek)
- 2004: Shrek 2 – Der tollkühne Held kehrt zurück (Shrek 2)
- 2004: Große Haie – Kleine Fische (Shark Tale)
- 2005: Madagascar
- 2005: Wallace & Gromit – Auf der Jagd nach dem Riesenkaninchen (Wallace & Gromit: The Curse of the Were-Rabbit)
- 2006: Ab durch die Hecke (Over the Hedge)
- 2006: Flutsch und weg (Flushed Away; Co-Produktion)
- 2007: Shrek der Dritte (Shrek the Third)
- 2007: Bee Movie – Das Honigkomplott (Bee Movie)
- 2008: Kung Fu Panda
- 2008: Madagascar 2 (Madagascar: Escape 2 Africa)
- 2009: Monsters vs. Aliens
- 2010: Drachenzähmen leicht gemacht (How to Train Your Dragon)
- 2010: Für immer Shrek (Shrek Forever After)
- 2010: Megamind
- 2011: Kung Fu Panda 2
- 2011: Der gestiefelte Kater (Puss in Boots)
- 2012: Madagascar 3: Flucht durch Europa (Madagascar 3: Europe’s Most Wanted)
- 2012: Die Hüter des Lichts (Rise of the Guardians)
- 2013: Die Croods (The Croods)
- 2013: Turbo – Kleine Schnecke, großer Traum (Turbo)
- 2014: Die Abenteuer von Mr. Peabody & Sherman (Mr. Peabody & Sherman)
- 2014: Drachenzähmen leicht gemacht 2 (How to Train Your Dragon 2)
- 2014: Die Pinguine aus Madagascar (Penguins of Madagascar)
- 2015: Home – Ein smektakulärer Trip (Home)
- 2016: Kung Fu Panda 3
- 2016: Trolls
- 2017: The Boss Baby
- 2017: Captain Underpants – Der supertolle erste Film (Captain Underpants: The First Epic Movie)
- 2019: Drachenzähmen leicht gemacht 3: Die geheime Welt (How to Train Your Dragon: The Hidden World)
- 2019: Everest – Ein Yeti will hoch hinaus (Abominable)
- 2020: Trolls World Tour
- 2020: Die Croods – Alles auf Anfang (The Croods – A New Age)
- 2021: Spirit – Frei und ungezähmt (Spirit Untamed)
- 2021: Boss Baby – Schluss mit Kindergarten (The Boss Baby: Family Business)
- 2021: Trolljäger: Das Erwachen der Titanen (Trollhunters: Rise of the Titans)
- 2022: Die Gangster Gang (The Bad Guys)
- 2022: Der gestiefelte Kater: Der letzte Wunsch (Puss in Boots: The Last Wish)
- 2023: Ruby taucht ab (Ruby Gillman, Teenage Kraken)
- 2023: Trolls – Gemeinsam stark (Trolls Band Together)
- 2023: Chicken Run: Operation Nugget (Chicken Run: Dawn of the Nugget)
- 2024: Orion und das Dunkel (Orion and the Dark)
- 2024: Megamind gegen das Doom-Syndikat (Megamind vs. the Doom Syndicate)
- 2024: Kung Fu Panda 4
- 2024: Der wilde Roboter (The Wild Robot)

### Serien
- 1998–2000: Toonsylvania
- 1998: Invasion America
- 2001: Evolution (Alienators: Evolution Continues)
- 2004: Ein Löwe in Las Vegas (Father of the Pride)
- 2009–2013: Die Pinguine aus Madagascar (The Penguins of Madagascar)
- 2010: Neighbors from Hell
- 2011–2015: Kung Fu Panda – Legenden mit Fell und Fu (Kung Fu Panda: Legends of Awesomeness)
- 2012–2018: DreamWorks Dragons
- 2013–2014: Monsters vs. Aliens
- 2013–2016: Turbo FAST
- 2014–2017: VeggieTales: Im großen Haus (VeggieTales in the House)
- 2014–2017: King Julien (All Hail King Julien)
- 2015–2018: Der gestiefelte Kater – Abenteuer in San Lorenzo (The Adventures of Puss in Boots)
- 2015–2018: Dinotrux (Dinotrux/Dinotrux Supercharged)
- 2015–2017: Die Mr. Peabody & Sherman Show (The Mr. Peabody & Sherman Show)
- 2015–2017: Wir sind die Croods! (Dawn of the Croods)
- seit 2016: Noddy, der kleine Detektiv (Noddy, Toyland Detective)
- 2016–2018: Voltron: Legendärer Verteidiger (Voltron: Legendary Defender)
- 2016–2018: Home – Zuhause bei Tip & Oh (Home: Adventures with Tip & Oh)
- 2016–2018: Trolljäger: Geschichten aus Arcadia (Trollhunters: Tales of Arcadia)
- 2017: VeggieTales in der Stadt (VeggieTales in the City)
- 2017–2019: Spirit: wild und frei (Spirit: Riding Free)
- 2018–2019: Trolls – Die Party geht weiter! (Trolls: The Beat Goes On!)
- seit 2018: The Boss Baby: Wieder im Geschäft (The Boss Baby – Back to Bussiness)
- 2018–2019: Die Abenteuer von Rocky und Bullwinkle (The Adventures of Rocky and Bullwinkle)
- 2018–2020: Harvey Miezen für immer! (Harvey Girls Forever!)
- seit 2018: Die Abenteuer des Captain Underpants (The Epic Tales of Captain Underpants)
- 2018–2020: She-Ra und die Rebellen-Prinzessinnen (She-Ra and the Princesses of Power)
- 2018–2019: Kung Fu Panda: Die Tatzen des Schicksals (Kung Fu Panda: The Paws of Destiny)
- 2018: Hope Works – Projekt Hoffnung: Wer spielt mit mir? (Hope Works: The Nock and The Treeples)
- 2018–2019: 3 von oben: Geschichten aus Arcadia (3Below: Tales of Arcadia)
- seit 2019: Wo ist Walter? (Where’s Waldo?)
- 2019–2020: Archibalds große Pläne (Archibald’s Next Big Thing)
- 2019–2020: DreamWorks Dragons: Die jungen Drachenretter (DreamWorks Dragons: Rescue Riders)
- 2019–2021: Cleopatra in Space
- seit 2019: Fast & Furious Spy Racers
- seit 2020: Kipo und die Welt der Wundermonster (Kipo and the Age of Wonderbeasts)
- seit 2020: Kleinreimstadt (Rhyme Time Town)
- 2020: Die Zauberer: Geschichten aus Arcadia (Wizards: Tales of Arcadia)
- 2020–2022: Madagascar – Die kleine Wildnis (Madagascar: A Little Wild)
- 2020–2022: Jurassic World: Neue Abenteuer (Jurassic World Camp Cretaceous)
- seit 2020: The Mighty Ones
- seit 2020: Doug Unplugs
- 2020–2022: Trolls: TrollsTopia
- seit 2020: Gabby’s Dollhouse
- seit 2021: Ein lustiges Hundeleben (Go, Dog. Go!)
- seit 2021: Die Croods: Der Familienbaum (The Croods: Family Tree)
- 2021–2023: Dragons – Die 9 Welten (Dragons: The Nine Realms)
- seit 2022: Team Zenko Go
- seit 2022: Tannenzäpfchen und ihr Pony (Pinecone & Pony)
- seit 2022: Boss Baby: Zurück zu den Windeln (The Boss Baby: Back in the Crib)
- seit 2022: Kung Fu Panda: Der Drachenritter (Kung Fu Panda: The Dragon Knight)
- seit 2022: Abominable and the Invisible City
- seit 2023: Das kleine Walhorn (Not Quite Narwhal)
- seit 2023: Die Tautropfentagebücher (Dew Drop Diaries)
- seit 2023: Fright Krewe
- seit 2023: Verflixte Flüche! (Curses!)
- 2024: Megamind Rules!
- 2024: Jurassic World: Die Chaostheorie (Jurassic World: Chaos Theory)

### Kurzfilme
- 2001: Shrek bei der Sumpf-Karaoke-Party / Shrek im Sumpf, die Karaoke-Tanzparty / Shrek-im-Sumpf-Karaoke-Tanz-Party (Shrek in the Swamp Karaoke Dance Party)
- 2003: Shrek 4-D / Shrek 3-D / Der Geist von Lord Farquaad (The Ghost of Lord Farquaad)
- 2003: Die Zyklopeninsel (Cyclops Island)
- 2004: Weit Weit Weg Idol (Far Far Away Idol)
- 2004: Club Oscar
- 2005: Die Pinguine in einer Weihnachtsgeschichte / Weihnachtsstreiche mit den Pinguinen / Die Madagascar-Pinguine in vorweihnachtlicher Mission (The Madagascar Penguins in a Christmas Caper)
- 2006: Der erste Flug (First Flight)
- 2006: Hammys Bumerang-Abenteuer (Hammy’s Boomerang Adventure)
- 2008: Kung Fu Panda: Die Geheimnisse der Furiosen Fünf / Kung Fu Panda: Das Geheimnis der Furiosen Fünf (Kung Fu Panda: Secrets of the Furious Five)
- 2009: B.O.B.’s bombastischer Durchbruch (B.O.B.’s Big Break)
- 2009: Monsters vs. Aliens – Mutanten-Kürbisse aus dem Weltall (Monsters vs. Aliens: Mutant Pumpkins from Outer Space)
- 2009: Fröhliches Madagascar (Merry Madagascar)
- 2008: Shrek – Oh du Shrekliche (Shrek the Halls)
- 2010: Die Geschichte vom Knochenräuber-Drachen / Die Legende des Knochenräubers / Dragons – Die Legende des Knochenräubers (Legend of the Boneknapper Dragon)
- 2010: Shrekliche Spukgeschichten / Shrecklich Erschreckt / Shrek Halloween Spezial – Er-Shrek dich nicht! (Scared Shrekless)
- 2010: Kung Fu Panda: Ein schlagfertiges Winterfest (Kung Fu Panda Holiday Special)
- 2010: Esels Weihnachts-Shrektakel / Esels Sternsinger (Donkey’s Caroling Christmas-tacular)
- 2010: Shreks Weihnachtskalender (Shrek’s Yule Log)
- 2011: Megamind: Der Knopf des Verderbens / Megamind: Der Knopf des Bösen (Megamind: The Button of Doom)
- 2011: Shrek – Thriller-Nacht (Thriller Night)
- 2011: Shrek – Ein Schwein im Vollmond (The Pig Who Cried Werewolf)
- 2011: Die Nacht der lebenden Karotten (Night of the Living Carrots)
- 2011: Drachen – Ein Geschenk von Nachtschatten / Drachen – Das Geschenk des Nachtschattens / Dragons – Das Geschenk des Nachtschattens (Dragons: Gift of the Night Fury)
- 2011: Buch der Drachen / Dragons – Das Buch der Drachen (Book of Dragons)
- 2011: Kung Fu Panda: Die Geheimnisse der Meister (Kung Fu Panda: Secrets of the Masters)
- 2012: Der gestiefelte Kater: Die drei Diablos (Puss in Boots: The Three Diablos)
- 2013: Verrücktes Madagascar (Madly Madagascar)
- 2014: Almost Home – Fast zu Hause (Almost Home)
- 2014: Rocky und Bullwinkle (Rocky and Bullwinkle)
- 2014: Dragons – Das große Drachenrennen / Dragons: Das Erwachen der Drachenläufer (Dragons: Dawn of the Dragon Racers)
- 2015: Kung Fu Panda – Die Geheimnisse der Schriftrolle (Kung Fu Panda: Secrets of the Scroll)
- 2016: Panda-Tatzen (Panda Paws)
- 2017: Der gestiefelte Kater und das magische Buch (Puss in Book: Trapped in an Epic Tale)
- 2017: Boss Baby und Tims Schatzsuche durch die Zeit (The Boss Baby and Tim’s Treasure Hunt Through Time)
- 2017: Trolls – Feiern mit den Trolls (Trolls: Holiday)
- 2017: Home: Ein smektakulärer Weihnachtstag (DreamWorks Home: For the Holidays)
- 2018: Bird Karma
- 2018: Bilby
- 2019: Marooned
- 2019: Show and Tell
- 2019: Das gruselige Abenteuer des Captain Underpants: Hack-O-Ween (The Spooky Tale of Captain Underpants: Hack-a-Ween)
- 2019: Drachenzähmen leicht gemacht: Die guten alten Zeiten (How to Train Your Dragon: Homecoming)
- 2019: Spirit: wild und frei – Weihnachts-Spirit (Spirit Riding Free: The Spirit of Christmas)
- 2020: Captain Underpants und das riesige Auswahl-O-Rama (Captain Underpants: Epic Choice-o-Rama)
- 2020: Dragons: Die jungen Drachenretter – Die Suche nach dem goldenen Drachen (Dragons: Rescue Riders – Hunt for the Golden Dragon)
- 2020: Tiny Diamond geht zurück zur Schule / Tiny Diamond geht wieder in die Schule (Tiny Diamond Goes Back to School)
- 2020: Dragons: Die jungen Drachenretter – Sing mit mir (Dragons: Rescue Riders – Secrets of the Songwing)
- 2020: The Boss Baby: Finde das Baby (The Boss Baby: Get That Baby)
- 2020: Kopfüber ins Gruselfest (Madagascar: A Little Wild: A Fang-Tastic Halloween)
- 2020: Dragons: Die jungen Drachenretter – Odinjul (Dragons: Rescue Riders – Huttsgalor Holiday)
- 2020: Captain Underpants – Wownachten (Captain Underpants: Mega Blissmas)
- 2020: Spirit – wild und frei: Mitmach-Reitabenteuer (Spirit Riding Free: Ride Along Adventure)
- 2020: An Gerard (To: Gerard)
- 2021: Familien-Filmabend: Bronanenbrot-Käppchen / Familien-Filmabend: Rotlöckchen und das liebe Bro-nanen-Brot (Family Movie Night: Little Red Bronana Bread)
- 2021: Liebes Tagebuch: Die ersten Streiche der Welt / Liebes Tagebuch: Die ersten Streiche der Weltgeschichte (Dear Diary: World’s First Pranks)
- 2021: Brilliant Templeton: Eine Ponygeschichte (Precious Templeton: A Pony Tale)
- 2021: Trolls – Harmonischer Feiertag (Trolls: Holiday in Harmony)
- 2021: Madagascar: A Little Wild: Holiday Goose Chase
- 2022: Der Maraschino-Rubin (The Bad Guys in Maraschino Ruby)
- 2022: Jurassic World: Neue Abenteuer: Verborgenes Abenteuer (Jurassic World Camp Cretaceous: Hidden Adventure)
- 2022: The Boss Baby: Weihnachtsbonus (The Boss Baby Christmas Bonus)
- 2023: Der Dreizack (The Trident)
- 2023: Die Gangster Gang: Schurkische Weihnachten (The Bad Guys: A Very Bad Holiday)
- 2024: Es gehör’n drei dazu (It Takes Three)
- 2024: Das Klößchen-Duell (Dueling Dumplings)

## Videospiele
- 2001: Shrek: Fairy Tale Freakdown
- 2002: Spirit: The Wild Mustang
- 2004: Shrek 2
- 2004: Shark Tale
- 2006: Shrek: Smash n’ Crash Racing
- 2006: Ab durch die Hecke (Over the Hedge)
- 2006: Over the Hedge: Hammy Goes Nuts
- 2007: Bee Movie Game
- 2008: Kung Fu Panda
- 2009: Monsters vs. Aliens
- 2009: Madagascar Kartz
- 2010: How to Train Your Dragon
- 2010: Shrek Forever After: The Game
- 2011: Kung Fu Panda 2
- 2014: How to Train Your Dragon 2
- 2019: How to Train Your Dragon 3: The Hidden World